# Dasymaschalon robinsonii
Mạo quả Robinson (danh pháp khoa học: Dasymaschalon robinsonii) là loài thực vật có hoa thuộc họ Na. Loài này được Suzanne Joves-Ast mô tả khoa học bằng tiếng Latinh lần đầu tiên năm 1940, dựa theo mô tả bằng tiếng Pháp của chính tác giả này năm 1938.
Tên gọi D. robinsonii do Suzanne Ast công bố lần đầu tiên năm 1938 bằng tiếng Pháp trong Flore Générale de l'Indo-Chine, suppl. 1: 115 -  theo quy định từ năm 1935 trở đi là không có hiệu lực (nom. inval.).

## Từ nguyên
Tên gọi để vinh danh Charles Budd Robinson (1871–1913), nhà thực vật học người Canada.

## Mô tả
Cây gỗ cao tới 2 m. Các cành có lông cứng lởm chởm thưa thớt khi còn non, trở thành nhẵn khi già. Cuống lá 2,3-3,3 mm, có lông thưa thớt; phiến lá hình elip, 4-10 × 1,5-3,5 cm, giống da mỏng, cả hai mặt đều nhẵn nhụi, phía xa trục có phấn lục xám, gân giữa phía xa trục có lông rất thưa thớt và phía gần trục nhẵn nhụi, gân phụ 7-9 (-11) ở mỗi bên của gân giữa và phía gần trục in sâu vào, đáy thuôn tròn đến hơi hình tim, đỉnh nhọn, tù hoặc gần thuôn tròn. Hoa ở nách lá hoặc dưới gần đầu cành trên các cành non. Cuống hoa khoảng 4,5 (-11) mm, có lông rất thưa. Lá đài 2,7-3,7 × 2,2-2,7 mm. Cánh hoa hình tam giác, 2,3-2,6 × khoảng 0,6 cm, giống da, không vặn xoắn, mé ngoài rất thưa lông; khoang hoa khoảng 1,2 cm, khoảng 50% chiều dài cánh hoa. Nhị khoảng 60; mô liên kết có đỉnh nhọn ngắn; phấn hoa có bướu. Lá noãn khoảng 12; đầu nhụy dày đặc nhú. Cuống quả 6-8 mm, có lông rất thưa; cuống đơn quả 2,5-3 mm; đơn quả hình chuỗi, với 3-5 khớp á cầu, nhẵn nhụi, rộng khoảng 4,5 mm, chỗ thắt rộng 2,5-2,9 mm, đỉnh nhỏ khoảng 0,8 mm. Hạt 3-5 mỗi đơn quả, á cầu, 5,3-5,8 × 4,4-4,9 mm. Ra hoa tháng 4-6, tạo quả tháng 6-10.

## Phân bố
Rừng thưa trên đá vôi; ở cao độ khoảng 600 m. 
Tại Trung Quốc có ở Lệ Ba, Quý Châu, với tên gọi 钝叶假鹰爪 (dun ye jia ying zhua, độn diệp giả ưng trảo).
Tại Việt Nam, loài này có trong khu vực từ Ninh Hòa đến Nha Trang (tỉnh Khánh Hòa).